# Rosemarie Gebler-Proxauf
Rosemarie Gebler-Proxauf, geb. Proxauf (* 25. Jänner 1921 in Trutnov, Tschechoslowakei; † im Mai 2011 in Innsbruck) war eine österreichische Skirennläuferin. Sie nahm an zwei Weltmeisterschaften teil und erzielte vor und nach dem Zweiten Weltkrieg zahlreiche Siege in internationalen Rennen.

## Biografie
Proxauf wuchs in Innsbruck in Tirol auf, wurde aber in Trutnov in der Tschechoslowakei, dem Heimatort ihrer Mutter, geboren. Wie ihre ein Jahr jüngere Schwester Anneliese kam sie durch ihre skibegeisterten Eltern zum Skisport. Die Geschwister besuchten nach Eröffnung der Nordkettenbahn die Skischule auf der Seegrube, deren Leiter ihr erster Trainer wurde. Das erste Rennen absolvierten sie 1933 beim Jugendskitag des Alpenvereines. 1935 trat Proxauf dem Innsbrucker Skiverein bei, 1936 und 1937 wurde sie Tiroler Meisterin in der Alpinen Kombination. Ab 1938, nach dem Anschluss Österreichs, gehörte Proxauf der großdeutschen Nationalmannschaft an. 1939 beendete sie das Gymnasium mit der Matura.
Der erste internationale Sieg gelang Proxauf 1940 in der Abfahrt von Cervinia. Sehr erfolgreich war sie im folgenden Winter 1941: Sie gewann Abfahrt, Slalom und Kombination des Tschammer-Pokals in St. Anton am Arlberg, drei Riesenslaloms in Lech, am Hafelekar und in Berchtesgaden sowie die deutsche Abfahrtsmeisterschaft in Garmisch-Partenkirchen, zeitgleich mit Hilde Doleschell. Bei den Weltmeisterschaften 1941 in Cortina d’Ampezzo, die 1946 vom Internationalen Skiverband annulliert wurde, verfehlte sie knapp die Medaillenränge: Vierte im Slalom, Fünfte in der Kombination und Siebte in der Abfahrt.
In den folgenden Jahren kam der Skirennsport aufgrund des Zweiten Weltkrieges weitestgehend zum Erliegen. Proxauf heiratete Leonhard Gebler, der kurz vor Kriegsende fiel, und brachte zwei Töchter zur Welt. Die Ältere war Anfang der 1960er-Jahre ebenfalls eine vielversprechende Skirennläuferin, ehe sie nach zwei Beinbrüchen 1964 ihre Karriere beendete.
Gebler-Proxauf nahm nach dem Krieg wieder an Skirennen teil und fand erneut Anschluss an die österreichische Spitze. Für die Olympischen Winterspiele 1948 konnte sie sich nicht qualifizieren, doch im Winter 1949 feierte sie wieder zahlreiche Siege: Sie gewann zwei Slaloms in Seefeld, einen Slalom in Auron, die Kombination der Coppa Femina in Abetone und den Slalom der Arlberg-Kandahar-Rennen in St. Anton. Im Winter 1950 gelang ihr die Aufnahme in das Team für die Weltmeisterschaften in Aspen, bei der sie nur im Slalom startete und den zwölften Platz belegte. Im nächsten Jahr erzielte Gebler-Proxauf noch mehrere Top-5-Platzierungen, als sie sich aber nicht für die Olympischen Winterspiele 1952 qualifizieren konnte, beendete sie ihre Karriere.

## Erfolge

### Weltmeisterschaften
- inoffiziell: Cortina d’Ampezzo 1941: 4. Slalom, 5. Kombination, 7, Abfahrt
- Aspen 1950: 12. Slalom

### Siege in FIS-Rennen
- Abfahrt in Cervinia 1940
- Abfahrt der Deutschen Meisterschaften in Garmisch-Partenkirchen 1941
- Abfahrt, Slalom und Kombination des Tschammer-Pokals in St. Anton 1941
- Riesenslalom in Lech 1941
- Riesenslalom am Hafelekar 1941
- Riesenslalom in Berchtesgaden 1941
- Zwei Slaloms in Seefeld 1949
- Slalom der Arlberg-Kandahar-Rennen in St. Anton 1949
- Slalom in Auron 1949
- Kombination der Coppa Femina in Abetone 1949